# ملتهمة البكتيريا
ملتهمة البكتيريا (الاسم العلمي: Bacteriovorax) هي جنس من البكتيريا، سلبية الغرام، تتبع فصيلة ملتهمات البكتيريا.